# Harmochirus pineus
Harmochirus pineus là một loài nhện trong họ Salticidae.
Loài này thuộc chi Harmochirus. Harmochirus pineus được Xiao & Jia-Fu Wang miêu tả năm 2005.